# Maladie d'Addison
Pour les articles homonymes, voir Addison.
 Mise en garde médicale
La maladie d'Addison, ou insuffisance surrénalienne chronique primaire, est une maladie endocrinienne rare caractérisée par le défaut de sécrétion des hormones produites par les glandes surrénales : glucocorticoïdes (cortisol) et minéralocorticoïdes (aldostérone). Le terme « primaire » signifie que la maladie est en rapport direct avec une atteinte des glandes surrénales et exclut donc entre autres les causes médicamenteuses. C'est une insuffisance surrénalienne lente qui détruit progressivement la corticosurrénale.
Son nom rend hommage au médecin britannique Thomas Addison.

## Synonymes
Les synonymes sont nombreux :
- hypocortisolisme acquis ;
- maladie d'Addison primaire ;
- maladie d'Addison type classique ;
- maladie d'Addison type auto-immune ;
- insuffisance surrénalienne chronique acquise ;
- insuffisance surrénalienne chronique primaire ;
- hyperpigmentation : « maladie bronzée » (en raison d'une fréquente modification de la coloration de la peau qui fonce chez les malades)[2].

## Historique
La maladie a été nommée d'après Thomas Addison, médecin britannique né en avril 1793 et mort le 29 juin 1860, qui a été le premier à décrire des changements de pigmentation relatifs à la maladie qui portera son nom sur la proposition d'Armand Trousseau.

## Épidémiologie
C'est une maladie rare, avec une incidence annuelle comprise entre 4 et 6 nouveaux cas par million d'habitants, tendant à croître avec le temps.

## Causes
La tuberculose était autrefois la première cause d'insuffisance surrénalienne par tuberculose surrénalienne bilatérale. Actuellement la cause principale est la rétraction corticale auto-immune.
Les autres causes rares sont les métastases surrénaliennes, l'hémorragie bilatérale des surrénales et les causes infectieuses.
Par définition, l'insuffisance surrénale iatrogène, à la suite du sevrage en corticoïdes par exemple, n'est pas une insuffisance surrénale primitive (n'est pas conséquence d'une atteinte primitive de la glande surrénale).

## Description clinique

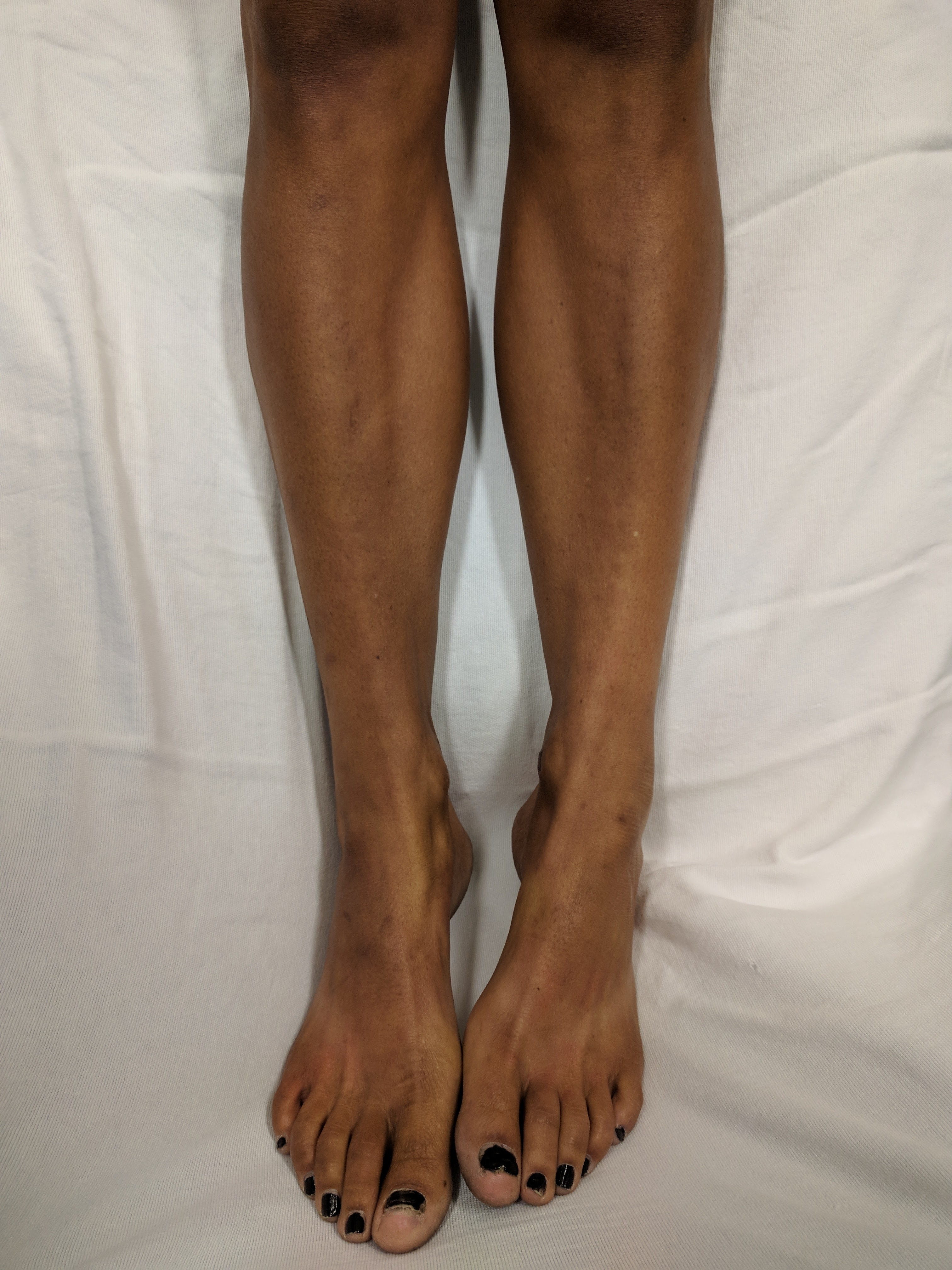
Assombrissement de la peau vu sur les jambes d'une personne blanche atteinte de la maladie d'Addison

Elle se traduit notamment par une asthénie (avec courbatures), une hypotension artérielle (surtout hypotension orthostatique), un amaigrissement (avec anorexie) et une mélanodermie (hyperpigmentation au niveau des points de frottement et des muqueuses due à l'origine commune des voies de contrôle de la mélanogenèse et de l'axe hypothalamo-hypophyso-corticosurrénalien, voir proopiomélanocortine) d'où le second nom de « maladie bronzée » parfois donné à la maladie d'Addison.
On observe une hyponatrémie (présente dans près de 85 % des cas) et une hyperkaliémie (présentes dans un tiers des cas) dues à l'insuffisance d'aldostérone (impliquée dans la réabsorption rénale du sodium et l'excrétion rénale du potassium), ce qui explique un goût prononcé pour le sel chez ces patients. 
On peut également observer une hypoglycémie (surtout le matin à jeun) expliquée par l'insuffisance de cortisol (ayant un rôle hyperglycémiant).
Le diagnostic est, en pratique, difficile, plus de la moitié des patients atteints ayant vu plusieurs médecins avant que le diagnostic soit porté.
La maladie d'Addison peut être associée avec d'autres maladies de mécanisme auto-immune comme le vitiligo, le diabète de type I et certaines formes d'hypothyroïdie.

## Diagnostic
Le dosage du cortisol sanguin est bas mais la variation spontanée du taux de ce dernier rend son interprétation délicate.
Ce dosage peut être précisé par un test au Synacthène : l'injection de ce produit, équivalant à celle de l'hormone corticotrope, doit faire augmenter rapidement le taux de cortisol dans le sang, sauf en cas d'insuffisance surrénalienne. 
Le dosage du taux d'hormones corticotropes dans le sang permet de distinguer les insuffisance surrénales primitives (taux élevés) de celles qui sont secondaires (taux bas).

## Traitement
Un traitement de substitution est entrepris et consiste à apporter des hormones artificielles, l'hydrocortisone et la fludrocortisone, afin de remplacer celles qui ne sont plus produites par les surrénales. Les hormones se présentent sous la forme de comprimés à prendre quotidiennement et à vie par voie orale.

Il est très important de ne jamais oublier son traitement puisque les surrénales ne produisant plus de cortisol et le cortisol étant une hormone vitale, l'oubli du traitement peut amener une ISA (insuffisance surrénalienne aigüe) donc une hospitalisation.

Il est conseillé aux malades de porter sur eux une carte qui mentionne leur type d'insuffisance surrénale, la posologie du traitement ainsi que les coordonnées de l'endocrinologue qui suit le patient en cas de malaise.

## Complication
L'insuffisance surrénalienne aigüe en est la complication principale et peut être fatale par collapsus vasculaire sur pertes majeures de sel entraînant une chute des résistances périphériques[réf. nécessaire].
Les débuts d'une insuffisance surrénalienne aigüe se traduisent généralement par des vomissements importants ainsi que des diarrhées et une asthénie plus importante que d'habitude. Un virus, un choc psychologique, le stress sont des facteurs qui peuvent favoriser l'apparition d'une crise[réf. nécessaire].

## Physiopathologie de la maladie d'Addison
Pour bien comprendre la maladie d'Addison, il convient de décrire le fonctionnement normal d'une glande surrénale. Une glande surrénale est constituée de deux parties : 
- une corticosurrénale, qui forme la partie périphérique (« au pourtour ») de la glande ; on y distingue trois zones et elle synthétise des hormones dérivées du cholestérol : 
  - dans le zone glomérulé : des minéralocorticoïdes (aldostérone),
  - dans la zone fasciculé : des glucocorticoïdes (cortisol),
  - dans la zone réticulé : des androgènes ;
- une médullosurrénale, qui forme la partie centrale de la glande. Elle est constituée de tissu nerveux modifié qui sécrète des catécholamines (adrénaline et noradrénaline).

Ces deux parties distinctes de la glande sont différentes aussi bien sur le plan structural que fonctionnel ou encore embryologique. En effet, la corticosurrénale correspond à un tissu glandulaire endocrine, tandis que la médullosurrénale correspond à un tissu nerveux modifié, dérivé des crêtes neurales, (amas de neurones post-ganglionnaires orthosympathiques ayant perdu leurs prolongements axonaux) qui sécrète des neurotransmetteurs dans le sang. 
Dans la maladie d'Addison, c'est la corticosurrénale qui est principalement atteinte, de sorte qu'il y a une insuffisance en glucocorticoïdes et minéralocorticoïdes principalement. La corticosurrénale comporte trois zones : 
- la zone glomérulée, la plus externe. Elle sécrète des minéralocorticoïdes, le principal étant l'aldostérone (de l'axe rénine-angiotensine-aldostérone), sous l'influence de l'angiotensine II (ANG II) ou d'une hyperkaliémie ou via l'ACTH. L'aldostérone agit principalement au niveau des reins en augmentant l'expression des canaux ENaC et ROMK apicaux et de la pompe Na+-K+ ATPase basolatérale du tube contourné distal et des tubes collecteurs initiaux (cellules claires). Il en résulte une réabsorption accrue de Na+ et une excrétion augmentée de K+. L'augmentation de la réabsorption rénale de sodium augmente la volémie sanguine et donc d'une certaine manière, augmente la tension artérielle. L'aldostérone agit en se liant aux récepteurs des minéralocorticoïdes (MRs), récepteurs nucléaires de la famille des récepteurs stéroïdiens : ils agissent principalement comme des facteurs de transcription ;
- la zone fasciculée, intermédiaire et située sous la zone glomérulée. Elle sécrète les glucocorticoïdes, le principal étant le cortisol. Le cortisol est une hormone hyperglycémiante qui va diminuer l'utilisation de glucose comme substrat énergétique par les tissus non-glucodépendants, le rendant ainsi plus disponible pour les tissus glucodépendants tels que le cerveau. Ce cortisol est sécrété sous l'influence de l'ACTH (ou hormone corticotrope), une hormone hypophysaire. Cette ACTH est elle-même produite sous par les cellules corticotropes de l'hypophyse sous l'influence d'une hormone hypothalamique : la CRH. La CRH est libérée lorsqu'il y a des taux insuffisants en cortisol ou en réponse à un stress. Quand cette CRH hypothalamique est libérée, elle passe dans l'hypophyse par le système porte où elle va stimuler la production de l'ACTH. Toutefois, l'ACTH passe par un intermédiaire précurseur qui est le POMC (proopiomélanocortine). Cette molécule va stimuler les cellules mélanotropes de l'hypophyse, induisant la libération de α-MSH et β-MSH, responsable d'une augmentation de la pigmentation. Il en résulte qu'un stress chronique ou une hypersécrétion de CRH hypothalamique par mécanisme de rétrocontrôle peut déboucher sur une hyperpigmentation ;
- la zone réticulée, qui synthétise également des corticotropes mais aussi des androgènes en petite quantité.

Dans la maladie d'Addison, tout ce système est dérégulé : la corticosurrénale ne sécrète plus en suffisance les minéralocorticoïdes et les glucocorticoïdes. L'insuffisance de sécrétion d'aldostérone par la zone glomérulée résulte en une excrétion rénale accrue de Na+ et une réabsorption augmentée de K+ : même dans un cadre d'hyperkaliémie, l'aldostérone n'est plus sécrétée en suffisance et ne peut plus réguler les échanges dans les TCD et les tubes collecteurs des néphrons. Ainsi, le patient tombe en hyponatrémie premièrement, ce qui débouche sur une perte accrue d'eau et une hypovolémie, expliquant l'hypotension artérielle. Ensuite, l'excrétion diminuée de K+ débouche sur une hyperkaliémie. L'hypotension artérielle peut expliquer l'asthénie ressentie chez ces sujets. 
Ensuite, l'insuffisance de sécrétion de cortisol va engendrer plusieurs problèmes : cette insuffisance va primairement se traduire par une activation de la boucle de rétrocontrôle à feedback négatif de l'axe hypothalamo-hypophysaire. L'hypothalamus va vouloir pallier cette insuffisance en augmentant la sécrétion de CRH : le CRH va stimuler l'ACTH, mais la zone fasciculée n'y répond pas. Par ailleurs, du fait de cette sécrétion accrue d'ACTH, il y a augmentation de la POMC et donc de α-MSH. L'α-MSH et l'ACTH se lient sur un récepteur présent au niveau de la membrane des mélanocytes, le MC1R ; la liaison engendra une très forte augmentation de l'expression du gène de la tyrosinase, ce qui explique l'hyperpigmentation chez ces patients. L'hormone cortisol étant hyperglycémiante, son insuffisance peut expliquer des plages d'hypoglycémies dans certaines circonstances physiologiques. 

## Culture populaire

### Personnalités atteintes de la maladie d'Addison
- La maladie d'Addison est un des deux diagnostics rétrospectifs envisagés en général comme cause de la mort de l'écrivaine Jane Austen morte en 1817 à 41 ans[8].
- Sainte Élisabeth de la Trinité.
- Le président américain John F. Kennedy[9] en était atteint, probablement dans le cadre d'une polyendocrinopathie auto-immune de type 2[10], ce qui se traduisait pour lui, en particulier, par de terribles problèmes de dos jusqu'à sa mort (assassiné en 1963 à 46 ans).

### Cinéma et télévision
- Le film Agathe Cléry d'Étienne Chatiliez repose sur cette maladie : le personnage principal (interprété par Valérie Lemercier), raciste, y voit sa peau noircir de jour en jour à cause de la maladie.
- Dans l'épisode 4 de la première saison de Flashforward, un patient, qui s'est vu noir six mois plus tard, est atteint de cette maladie.
- Dans l'épisode 1 de la saison 3 de Dr House, la « maladie mystère » d'un des patients est la maladie d'Addison.
- Dans la série Law & Order, saison 19 épisode 22, l'un des suspects essaie d'utiliser la maladie d'Addison (et fait donc faire des recherches biomédicales) pour prouver qu'il est le fils naturel de John Kennedy.
- Dans le film Sous le ciel de Paris de Julien Duvivier (1951), le personnage incarné par Daniel Ivernel, Georges Forestier, est interrogé sur la maladie d'Addison à l'occasion de son concours d'entrée à l'Internat.
- Dans la série A Gifted Man, un des premiers épisodes de la saison 1 montre le héros faire ce diagnostic aisément.
- Dans le film No Exit, la fille kidnappée dans le van est atteinte de la maladie d'Addison.